# Philip Elder
Philip Elder, mort le 16 mars 2010, est un prélat anglican du diocèse du Guyana.

## Biographie
Philip Edward Randolph Elder est installé comme évêque de Stabroek dans la cathédrale de Georgetown le 20 février 1966, devenant le premier Noir à devenir évêque de l’église anglicane en Guyane britannique. Il conserve cette fonction jusqu’à son émigration vers les États-Unis en 1976. Il est également évêque du diocèse des Îles du Vent[Quand ?].
Il meurt le 16 mars 2010.